# Voltooid deelwoord (Nederlands)
Het voltooid deelwoord (ook wel verleden deelwoord of participium perfectum genoemd) is een vorm van een werkwoord die in het Nederlands gebruikt wordt om een voltooide tijd te vormen. Dit kan zijn: de voltooid verleden tijd, de voltooid tegenwoordige tijd, de voltooid toekomende tijd en de voltooid verleden toekomende tijd. Het voltooid deelwoord maakt deel uit van het werkwoordelijk gezegde.
Voor de vorming van de voltooide tijd wordt het voltooid deelwoord gebruikt in combinatie met een van de hulpwerkwoorden hebben en zijn. 
De lijdende vorm wordt gevormd met het passief deelwoord, dat dezelfde vorm heeft als het voltooide deelwoord.
Voorbeelden van voltooid deelwoorden zijn gemaakt, gerepareerd en gegaan in de zinnen: 
Hij heeft de pop gemaakt.
Hij had de pop gemaakt.
Hij zal de pop gemaakt hebben.
Hij zou de pop gemaakt hebben.
Ze heeft de fiets gerepareerd.
Hij is naar de bakker gegaan.
Bij werkwoorden zonder prefix begint het voltooid deelwoord met ge-. Bij een werkwoord met een onbeklemtoond prefix ver-, be-, onder-, ont-, ge- en her-, wordt geen extra voorvoegsel ge- toegevoegd. Is het prefix beklemtoond, dan wordt dit gevolgd door het voltooid deelwoord van het basiswerkwoord, bijvoorbeeld overhevelen - overgeheveld.
Veel Nederlandse werkwoorden zijn zwak: het voltooid deelwoord wordt gevormd door ge- vooraf te laten gaan aan de werkwoordstam en te eindigen met 't' of 'd' afhankelijk van de slotklank van de stam (zie 't kofschip). 
Van onregelmatig sterke werkwoorden wordt het voltooid deelwoord gevormd door de uitgang -en. Die gaat vaak gepaard met klinkerverandering, en soms ook nog met medeklinkerverandering. (Zie de lijst van sterke werkwoorden.) De meeste overige sterke werkwoorden vormen het voltooid deelwoord door op ge- de vorm van de verleden tijd enkelvoud te laten volgen.
Veel voltooide deelwoorden kunnen ook als bijvoeglijk naamwoord worden gebruikt, in woordgroepen als de bezette stad en de gehate man. In het Nederlands heeft het deelwoord in deze constructie altijd een passieve betekenis: de stad wordt bezet en de man wordt gehaat.

## Ander gebruik
Het voltooid deelwoord wordt ook gebruikt in combinaties met andere werkwoorden.
Voorbeelden
- Ik zag dat graag gemaakt.
- Ik zit gebeiteld.
- Ik houd me aanbevolen.
- Dat mag zeker gezegd.
- Het staat in m'n geheugen gegrift.
- Zo blijft het zeker bewaard.
- Ik weet me beschermd.